# Liste der Kulturdenkmäler in Kreimbach-Kaulbach
In der Liste der Kulturdenkmäler in Kreimbach-Kaulbach sind alle Kulturdenkmäler der rheinland-pfälzischen Ortsgemeinde Kreimbach-Kaulbach aufgeführt. Grundlage ist die Denkmalliste des Landes Rheinland-Pfalz (Stand: 6. September 2022).

## Denkmalzonen
| Bezeichnung            | Lage                    | Baujahr        | Beschreibung | Bild            |
| ---------------------- | ----------------------- | -------------- | --- | --------------- |
| Denkmalzone Heidenburg | nördlich des Ortes Lage | um 400 v. Chr. | keltische Fliehburg und spätrömische Höhensiedlung; römische Werk- und Bildsteine, wohl ab 260 nach Christus, Zisterne | Fotos hochladen |

## Einzeldenkmäler
| Bezeichnung                              | Lage                    | Baujahr | Beschreibung | Bild                           |
| ---------------------------------------- | ----------------------- | ------- | --- | ------------------------------ |
| Protestantische Kirche                   | Bahnhofstraße 3a Lage   | um 1490 | spätgotischer Chorturm, dendrodatiert um 1490, neugotischer Sandsteinquadersaal, 1872–74, Architekt Johann Schmeisser, Kusel; Umfassungsmauer um Kirche und Kirchhof; ortsbildprägend | Fotos hochladen                |
| Katholische Herz-Maria-Wallfahrtskapelle | Kapellenweg 31/33 Lage  | 1875    | Quaderbau mit Sakristei und ehemaligem Pilgerhaus, 1875; Kruzifix, Grab Dekan Hammer, Steinaltar und -kanzel                                                                          | Fotos hochladen                |
| Heidenburgwarte                          | nördlich des Ortes Lage | um 1900 | Aussichtsturm, um 1900, mit römischen Spolien | weitere Bilder Fotos hochladen |